# منشأة منقطين
قرية منشأة منقطين هي إحدى القرى التابعة لمركز سمالوط بمحافظة المنيا في جمهورية مصر العربية. حسب إحصاءات سنة 2006، بلغ إجمالي السكان في منشأة منقطين 2130 نسمة، منهم 1191 رجلا و939 امرأة.